# Raufoss (przystanek kolejowy)
Raufoss – kolejowy przystanek osobowy w Raufoss, w regionie Oppland w Norwegii, oddalony od Oslo Sentralstasjon o 111,70 km. Leży na wysokości 317,4 m n.p.m.

## Ruch pasażerski
Leży na linii Gjøvikbanen. Jest elementem  kolei aglomeracyjnej w Oslo - w systemie SKM ma numer  300.  Obsługuje Oslo Sentralstasjon, Gjøvik. Pociągi w obie strony odjeżdżają co dwie godziny. 

## Obsługa pasażerów
Poczekalnia, telefon publiczny, parking na 35 miejsc, parking dla rowerów, przystanek autobusowy, postój taksówek. Odprawa podróżnych odbywa się w pociągu.